# Geantă pentru echipament de scufundare
Geanta pentru echipament este un sac special dimensionat, conceput și realizat pentru transportul și păstrarea echipamentului la locul de scufundare.
Există mai multe tipuri de genți pentru echipament de scufundare. Geanta pentru echipament trebuie să fie destul de încăpătoare pentru a cuprinde tot echipamentul, exceptând butelia și centura de lestare care se transportă separat. Cusăturile, mânerele și fermoarele acestei genți trebuie să fie durabile și rezistente la coroziune. Materialele cel mai des folosite sunt bumbacul, gutaperca, nailonul, vinilul întărit sau materialul plastic. 
Când se împachetează echipamentul de scufundare, se pun mai întâi labele de înot și alte piese incasabile la fundul genții. Instrumentele delicate, ca detentorul, manometrul, busola și aparatul de fotografiat subacvatic, se pun în geantă după ce în prealabil au fost introduse în carcase separate, rigide. Nu se va împacheta nici o piesă de echipament decât dacă este complet curată și uscată. Geanta trebuie să fie suficient de rezistentă la greutatea totală a pieselor de echipament ce se vor introduce în ea, precum și la manevre dure.